# St Piran Football League
St Piran Football League je fotbalová liga v Anglii. V systému anglických soutěží je na úrovni jedenáct až patnáct. Tvoří ji deset divizí o 114 týmech. Byla založena v roce 2019. Vítěz postupuje do South West Peninsula League. Většina klubů je z Cornwallu a několik z Devonu. 